# أندي جيبسون (لاعب كرة قدم)
أندي جيبسون (بالإنجليزية: Andy Gibson)‏ (2 فبراير 1969 في المملكة المتحدة - ) هو لاعب كرة قدم بريطاني في مركز الوسط. لعب مع ستوكبورت كونتي ونادي أبردين ونادي بارتيك ثيسل ونادي كلايد ونادي ستيرلينغ ألبيون وفورفار أثلتيك ‏ ونادي بيترهيد ‏.

## وصلات خارجية
- أندي جيبسون (لاعب كرة قدم) على موقع قاعدة بيانات كرة القدم.إي يو (الإنجليزية)
- أندي جيبسون (لاعب كرة قدم) على موقع Soccerbase.com (لاعب) (الإنجليزية)